# N380 (België)
De N380 is een Gewestweg in België bij Nieuwpoort. De weg heeft een lengte van ongeveer 750 meter en passeert diverse bruggen en sluizen.
De gehele route bestond uit twee rijstroken voor beide rijrichtingen samen. Tussen 2009 en 2017 is de verkeerssituatie veranderd, waardoor de route in zijn geheel een eenrichtingsverkeersweg is geworden. Waarbij er alleen vanuit het noorden naar het zuiden gereden kan worden.